# Admiralicja hamburska
Admiralicja hamburska (wł. Kolegium Admiralicji hamburskiej) – w latach 1623-1811 najważniejszy urząd portowy w niemieckim Hamburgu.

## Historia

Flaga Admiralicji Hamburskiej

Admiralicja została założona w 1623 roku z inicjatywy kupców z Hamburga w celu ochrony statków handlowych, głównie na Atlantyku, przed piratami. Admiralicja miała również nadzór nad arsenałem hamburskim. W 1624 roku założona została przez Admiralicję tzw. "kasa niewolnicza". Dzięki niej porwani przez piratów marynarze hamburscy mogli zostać wykupieni.
Admiralicja posiadała swoją własną stocznię, w której wybudowano okręty eskortowe, głównie fregaty: Wapen von Hamburg (I), 
Wapen von Hamburg (II), Wapen von Hamburg (III), Wapen von Hamburg (IV), Leopoldus Primus i Admiralität von Hamburg.
Ponieważ niektórzy kupcy nie byli zadowoleni z pracy Admiralicji, założyli oni w 1662 roku "Deputację Konwojową", 
z której powstała z czasem hamburska izba handlowa. Po zajęciu miasta w 1811 roku przez wojska francuskie Napoleona Bonaparte Admiralicja została rozwiązana.